# Compañía de Comunicaciones Mecanizada 10
La Compañía de Comunicaciones Mecanizada 10 (Ca Com Mec 10) es una unidad de comunicaciones del Ejército Argentino con asiento en la guarnición militar de Santa Rosa, Provincia de La Pampa, y que depende del Comando de la X Brigada Mecanizada "Tte. Gral. Nicolás Levalle", que a su vez pertenece a la Fuerza de Despliegue Rápido.
Esta Ca Com Mec 10 comparte las instalaciones de la guarnición junto a la Ca Ing Mec 10, la Ca Icia Mec 10 y el propio Comando de Brigada Mecanizada.

## Historia
La subunidad independiente se creó el 16 de noviembre de 1964 en el marco de una reestructuración del Ejército Argentino. Su primer base es la Guarnición de Ejército «Palermo» y dependía orgánicamente de la X Brigada de Infantería. En 1982 se trasladó a la Guarnición «Arana» y en 1992 se radicó en la Guarnición «Santa Rosa».
El 4 de enero de 1977, la Compañía de Comunicaciones 10 inspeccionaba el tránsito en San Justo, provincia de Buenos Aires, cuando tres miembros de Montoneros, en un automóvil Fiat 128, pasaron a toda velocidad ejecutando disparos contra los militares. A raíz del ataque, murió el soldado conscripto clase 1955 Guillermo Félix Dimitri. El Ejército Argentino otorgó a Dimitri el ascenso póstumo al grado de cabo y la condecoración Muerto en Combate.
En 1982 y por el conflicto del Atlántico Sur, la Compañía de Comunicaciones se destacó a Puerto Argentino/Stanley para prorporcionar apoyo de comunicaciones al comandante de la X Brigada.